# BK Sjachtar Donetsk
Basketbolnyj kloeb Sjachtar Donetsk (Oekraïens: баскетбольный клуб Шахтар Донецьк) was een Oekraïense professionele basketbalclub uit Donetsk. De club speelde zijn thuiswedstrijden in de Droezjba Arena.

## Geschiedenis
De club is opgericht in 1963 als Donbaskanalstroy Donetsk. Tot 1977 speelde het in de op een na hoogste basketbalcompetitie van de USSR, waarna het werd ontbonden. In 1983 werd de club op initiatief van Yoechym Zviahilski (het toekomstige hoofd van de Zasiadka-mijn) nieuw leven ingeblazen en kreeg de naam Sjachtjor Donetsk. Sjachtjor, betekent mijnwerker in het Russisch. In 1992 veranderde de naam in het Oekraïens Sjachtar Donetsk. In 1985 haalde Spartak de finale om de USSR Bekerwinnaar van het voorseizoen. Ze wonnen in de finale van CSKA Moskou. Sjachtar werd derde in 1995 en tweede in 1996 om het landskampioenschap van Oekraïne. In 1996 verloren ze de finale om de Beker van Oekraïne van Boedivelnyk Kiev met 92-112. In 2002 werd de club wegens geldgebrek opgeheven.

## Erelijst
- Landskampioen Oekraïense SSR: 2
  - Winnaar: 1966, 1967
  - Tweede: 1963, 1964

- Landskampioen Oekraïne: 
  - Tweede: 1996
  - Derde: 1995

- Bekerwinnaar Oekraïne: 
  - Runner-up: 1996

- USSR Bekerwinnaar van het voorseizoen: 1
  - Winnaar: 1985

## Bekende (oud)-coaches
- - Valerij Alpatov
- - Aleksandr Vlasov (1985-1989)
- Boris Sokolovski {1993-1994)
- Vladislav Poestocharov (1994-1995)
- Armands Krauliņš (1995-1999)

## Bekende (oud)-spelers
- -- Sergej Babenko
- Pjotr Samojlenko